# Leiostyla colvillei
Leiostyla colvillei is een slakkensoort uit de familie van de Lauriidae. De wetenschappelijke naam van de soort is voor het eerst geldig gepubliceerd in 1996 door Seddon & Killeen.